# Lauren Kate
Lauren Kate (Dallas, 21 marzo 1981) è una scrittrice statunitense.

## Opere

### SerieFallen
1. Fallen (Fallen, 2009) Rizzoli, 2009
2. Torment (Torment, 2010), Rizzoli, 2010
3. Passion (Passion, 2011), Rizzoli, 2011
4. Fallen in love, ('Fallen in love,, 2012), Rizzoli, 2012
5. Rapture (Rapture, 2012), Rizzoli, 2012[1]
6. Angels in the Dark (Angels in the Dark, 2013), Rizzoli, 2015
7. Unforgiven, (Unforgiven,, 2015), Rizzoli, 2016

### SerieTeardrop
- Last Day of Love (prequel), OverDrive, 2013[2]

1. Teardrop, Rizzoli, 2013 ISBN 9788817077545
2. Waterfall, Rizzoli, 2014 ISBN 9788817077187

### Altre opere
- Princess, Rizzoli, 2011 ISBN 978-88-586-2005-2
- L'Opale Perduto, Rizzoli, 2019 ISBN 978-88-586-9800-6
- Con qualsiasi altro nome, Leggereditore, 2022 ISBN 978-88-3375-219-8
- What's in a kiss? Cosa c'è in un bacio?, Leggereditore, 02 luglio 2024 ISBN 9780593545171
- The spirit of love, uscito in America a Luglio 2025